# Championnat d'Europe de rugby à XV 2022-2023
Navigation
Championnat 2021-2022 Championnat 2023-2024
Le championnat d'Europe de rugby à XV 2022-2023 est une compétition qui réunit les nations membres de Rugby Europe ne participant pas au Tournoi des Six Nations.

## Équipes engagées
La compétition se déroule sous un nouveau format. La division Championship est étendue à huit équipes, réparties en deux poules. Des phases finales détermineront le classement final et le champion. Il n'y aura pas de relégué au terme de cette année, la relégation se jouant désormais sur deux ans.
| Équipe    | Édition 2021-2022      | Poule |
| --------- | ---------------------- | ----- |
| Géorgie   | Vainqueur Championship | A     |
| Espagne   | 2e Championship        | A     |
| Roumanie  | 3e Championship        | B     |
| Portugal  | 4e Championship        | B     |
| Pays-Bas  | 5e Championship        | A     |
| Belgique  | 1re Trophy             | B     |
| Pologne   | 2e Trophy              | B     |
| Allemagne | 3e Trophy              | A     |

| Équipe   | Édition 2021-2022     |
| -------- | --------------------- |
| Suisse   | 4e Trophy             |
| Ukraine  | 5e Trophy             |
| Lituanie | 6e Trophy             |
| Suède    | 1re Conférence 1 Nord |
| Croatie  | 1re Conférence 1 Sud  |

| Équipe             | Édition 2021-2022     |
| ------------------ | --------------------- |
| République tchèque | 2e Conférence 1 Nord  |
| Lettonie           | 3e Conférence 1 Nord  |
| Luxembourg         | 4e Conférence 1 Nord  |
| Hongrie            | 5e Conférence 1 Nord  |
| Moldavie           | 1re Conférence 2 Nord |

| Équipe   | Édition 2021-2022    |
| -------- | -------------------- |
| Malte    | 2e Conférence 1 Sud  |
| Israël   | 3e Conférence 1 Sud  |
| Chypre   | 4e Conférence 1 Sud  |
| Slovénie | 5e Conférence 1 Sud  |
| Bulgarie | 1re Conférence 2 Sud |

| Équipe   | Édition 2021-2022    |
| -------- | -------------------- |
| Danemark | 2e Conférence 2 Nord |
| Andorre  | 3e Conférence 2 Sud  |
| Finlande | 3e Conférence 2 Nord |
| Norvège  | 4e Conférence 2 Nord |

| Équipe             | Édition 2021-2022   |
| ------------------ | ------------------- |
| Serbie             | 2e Conférence 2 Sud |
| Bosnie-Herzégovine | 3e Conférence 2 Sud |
| Turquie            | 4e Conférence 2 Sud |
| Monténégro         | 2e Développement    |

| Équipe   | Édition 2021-2022 |
| -------- | ----------------- |
| Autriche |                   |
| Kosovo   |                   |

## Championship

### Classement
| Rang | Nations       | J | V | N | D | Bo | Bd | Pm  | Pe  | Diff | Pts |
| ---- | ------------- | - | - | - | - | -- | -- | --- | --- | ---- | --- |
| 1    | Géorgie (T)   | 3 | 3 | 0 | 0 | 3  | 0  | 156 | 23  | +133 | 15  |
| 2    | Espagne       | 3 | 2 | 0 | 1 | 1  | 0  | 63  | 75  | -12  | 9   |
| 3    | Pays-Bas      | 3 | 1 | 0 | 2 | 0  | 0  | 61  | 97  | -36  | 4   |
| 4    | Allemagne (P) | 3 | 0 | 0 | 3 | 0  | 1  | 55  | 140 | -85  | 1   |

|  | Qualifié pour les demi-finales (no 1, no 2)  |
|  | T : tenant du titre 2022 • P : promu en 2022 |

| Rang | Nations      | J | V | N | D | Bo | Bd | Pm  | Pe  | Diff | Pts |
| ---- | ------------ | - | - | - | - | -- | -- | --- | --- | ---- | --- |
| 1    | Portugal     | 3 | 3 | 0 | 0 | 3  | 0  | 157 | 40  | +117 | 15  |
| 2    | Roumanie     | 3 | 2 | 0 | 1 | 2  | 0  | 143 | 70  | +73  | 10  |
| 3    | Pologne (P)  | 3 | 1 | 0 | 2 | 0  | 0  | 51  | 147 | -96  | 4   |
| 4    | Belgique (P) | 3 | 0 | 0 | 3 | 0  | 1  | 37  | 131 | -94  | 1   |

|  | Qualifié pour les demi-finales (no 1, no 2)  |
|  | T : tenant du titre 2022 • P : promu en 2022 |

### Résultats détaillés

#### Détail des résultats
1re journée
| 4 février 2023 14h00 | Roumanie | 67 - 27 (38 - 10) | Pologne | Stade Arcul de Triumf, Bucarest 2 000 spectateurs Arbitre : Saba Abulashvili |
| 4 février 2023 14h00 | Essai(s) : Simionescu (1re), Chirica 2 (5e, 17e), Butnariu (14e), Gajion (27e), Gontineac 2 (32e, 53e), Vaovasa (42e), Popoaia (45e), Irimescu (63e), Dinu (71e) Transformation(s) : Popoaia 5 (6e, 18e, 28e, 33e, 44e), Melinte (54e) | Rapport           | Essai(s) : Hudson (20e), Fidler (52e), Pozniak (78e) Transformation(s) : Banaszek 2 (21e, 52e), Piotrowicz (79e) Pénalité(s) : Banaszek 2 (39e, 61e) Carton(s) jaune(s) : Banaszek (65e) | Stade Arcul de Triumf, Bucarest 2 000 spectateurs Arbitre : Saba Abulashvili |
| 4 février 2023 14h00 | | Rapport           | | Stade Arcul de Triumf, Bucarest 2 000 spectateurs Arbitre : Saba Abulashvili |

| 4 février 2023 19h00 | Portugal | 54 - 17 (26 - 10) | Belgique | Stade national du Jamor - Stade d'Honneur, Oeiras 3 723 spectateurs Arbitre : Hollie Davidson |
| 4 février 2023 19h00 | Essai(s) : Pinto (5e), Marta (10e), Martins (15e), Lima (20e), Belo (45e), Sousa Guedes (48e), Lucas (60e), Campergue (62e) Transformation(s) : Sousa Guedes 7 (6e, 11e, 16e, 46e, 49e, 61e, 63e) | Rapport           | Essai(s) : Cornez (37e), Pazgrat (69e) Transformation(s) : Remue 2 (38e, 70e) Pénalité(s) : Remue (31e) Carton(s) jaune(s) : Hendrickx (61e) | Stade national du Jamor - Stade d'Honneur, Oeiras 3 723 spectateurs Arbitre : Hollie Davidson |
| 4 février 2023 19h00 | | Rapport           | | Stade national du Jamor - Stade d'Honneur, Oeiras 3 723 spectateurs Arbitre : Hollie Davidson |

| 5 février 2023 12h45 | Espagne | 28 - 20 (20 - 6) | Pays-Bas | Stade national complutense, Madrid 4 500 spectateurs Arbitre : Paulo Duarte |
| 5 février 2023 12h45 | Essai(s) : Ferrer (22e), Bay (40e), Foulds (44e) Transformation(s) : Vinuesa 2 (23e, 40e) Pénalité(s) : Vinuesa 3 (13e, 32e, 61e) Carton(s) jaune(s) : Miejimolle (55e) | Rapport          | Essai(s) : van Dijk (50e), Raymond (76e) Transformation(s) : Weersma 2 (51e, 77e) Pénalité(s) : Fortuin (7e), Weersma (27e) Carton(s) jaune(s) : Raymond (32e) | Stade national complutense, Madrid 4 500 spectateurs Arbitre : Paulo Duarte |
| 5 février 2023 12h45 | | Rapport          | | Stade national complutense, Madrid 4 500 spectateurs Arbitre : Paulo Duarte |

| 5 février 2023 13h00 | Géorgie | 75 - 12 (42 - 0) | Allemagne                                                                                                  | Stade de rugby d'Avchala, Tbilissi 2 960 spectateurs Arbitre : Cristian Serban |
| 5 février 2023 13h00 | Essai(s) : Lashkhi (4e), Tabutsadze 3 (9e, 23e, 32e), Mikautadze (36e), Jalagonia (40e), Tsutskiridze 3 (53e, 71e, 80e), Alania (58e), Matkava (67e) Transformation(s) : Matkava 10 (5e, 10e, 24e, 33e, 37e, 40e, 54e, 59e, 68e, 80e) Carton(s) jaune(s) : Giorgadze (75e) | Rapport          | Essai(s) : Lammers (48e), Stella (63e) Transformation(s) : Stella (64e) Carton(s) jaune(s) : Rodwell (75e) | Stade de rugby d'Avchala, Tbilissi 2 960 spectateurs Arbitre : Cristian Serban |
| 5 février 2023 13h00 | | Rapport          | | Stade de rugby d'Avchala, Tbilissi 2 960 spectateurs Arbitre : Cristian Serban |

2e journée
| 11 février 2023 11h45 | Pologne                                                             | 3 - 65 (3 - 29) | Portugal | Narodowy Stadion Rugby, Gdynia 2 000 spectateurs Arbitre : Andrew Cole |
| 11 février 2023 11h45 | Pénalité(s) : Piotrowicz (5e) Carton(s) jaune(s) : Piotrowicz (76e) | Rapport         | Essai(s) : Marques (2e), Marta 4 (13e, 41e, 46e, 80e), Pinto 4 (19e, 48e, 67e, 71e), Portela (29e), Tadjer (39e) Transformation(s) : Marques 5 (2e, 19e, 47e, 48e, 80e) | Narodowy Stadion Rugby, Gdynia 2 000 spectateurs Arbitre : Andrew Cole |
| 11 février 2023 11h45 |                                                                     | Rapport         | | Narodowy Stadion Rugby, Gdynia 2 000 spectateurs Arbitre : Andrew Cole |

| 11 février 2023 13h15 | Pays-Bas                                                                               | 8 - 40 (3 - 12) | Géorgie | NRCA Stadium, Amsterdam 2 500 spectateurs Arbitre : Ludovic Cayre |
| 11 février 2023 13h15 | Essai(s) : Bloemen (62e) Pénalité(s) : Weersma (14e) Carton(s) jaune(s) : Peters (29e) | Rapport         | Essai(s) : Niniashvili (10e), Chachanidze (19e), Chkoidze 2 (44e, 52e), Gachechiladze 2 (67e, 75e) Transformation(s) : Abzhandadze 3 (11e, 44e, 53e), Matkava 2 (68e, 76e) Carton(s) jaune(s) : Saginadze (32e), Niniashvili (62e), Abramishvili (74e) | NRCA Stadium, Amsterdam 2 500 spectateurs Arbitre : Ludovic Cayre |
| 11 février 2023 13h15 |                                                                                        | Rapport         | | NRCA Stadium, Amsterdam 2 500 spectateurs Arbitre : Ludovic Cayre |

| 11 février 2023 18h30 | Belgique                                                    | 5 - 56 (5 - 21) | Roumanie | Stade Nelson Mandela, Bruxelles 2 100 spectateurs Arbitre : Mike English |
| 11 février 2023 18h30 | Essai(s) : Godsmark (37e) Carton(s) jaune(s) : Cuffolo (7e) | Rapport         | Essai(s) : Essai de pénalité (7e), Gontineac 3 (13e, 43e, 47e), Savin (33e), Cojocaru (55e), Chirica (61e), Tomane (80e) Transformation(s) : Melinte 7 (15e, 34e, 44e, 47e, 56e, 63e, 80e) | Stade Nelson Mandela, Bruxelles 2 100 spectateurs Arbitre : Mike English |
| 11 février 2023 18h30 |                                                             | Rapport         | | Stade Nelson Mandela, Bruxelles 2 100 spectateurs Arbitre : Mike English |

| 12 février 2023 14h30 | Allemagne | 14 - 32 (11 - 19) | Espagne | Fritz-Grunebaum-Sportpark, Heidelberg 2 500 spectateurs Arbitre : Clara Munarini |
| 12 février 2023 14h30 | Essai(s) : Paine (24e) Pénalité(s) : Stella 3 (20e, 40e, 65e) Carton(s) jaune(s) : Paine (49e), Ferreira (67e) | Rapport           | Essai(s) : Bell 2 (8e, 12e), del Hoyo (22e), Santamaria (67e), Goia (80e) Transformation(s) : Güemes 2 (10e, 13e) Pénalité(s) : Güemes (59e) | Fritz-Grunebaum-Sportpark, Heidelberg 2 500 spectateurs Arbitre : Clara Munarini |
| 12 février 2023 14h30 | | Rapport           | | Fritz-Grunebaum-Sportpark, Heidelberg 2 500 spectateurs Arbitre : Clara Munarini |

3e journée
| 18 février 2023 13h15 | Allemagne | 29 - 33 (15 - 26) | Pays-Bas | Stadion Pichterich (de), Neckarsulm 1 350 spectateurs Arbitre : Alexandru Ionescu |
| 18 février 2023 13h15 | Essai(s) : Lammers (18e), Paine (34e), Wolf (52e) Transformation(s) : Stella (35e) Pénalité(s) : Stella 4 (24e, 60e, 68e, 70e) Carton(s) jaune(s) : Renc (45e) | Rapport           | Essai(s) : Weersma (11e), van Dijk (27e), essai de pénalité (48e) Transformation(s) : Weersma (12e, 28e) Pénalité(s) : Weersma (3e, 7e, 32e, 40e) | Stadion Pichterich (de), Neckarsulm 1 350 spectateurs Arbitre : Alexandru Ionescu |
| 18 février 2023 13h15 | | Rapport           | | Stadion Pichterich (de), Neckarsulm 1 350 spectateurs Arbitre : Alexandru Ionescu |

| 18 février 2023 19h00 | Espagne                                                     | 3 - 41 (3 - 22) | Géorgie | Estadio El Malecon, Torrelavega 4 500 spectateurs Arbitre : Eoghan Cross |
| 18 février 2023 19h00 | Pénalité(s) : Vinuesa (7e) Carton(s) jaune(s) : Mateu (67e) | Rapport         | Essai(s) : Tabutsadze 2 (4e, 8e), Gigashvili (25e), Abzhandadze (38e), Sharikadze (48e), Todua (65e), Niniashvili (68e) Transformation(s) : Abzhandadze 2 (39e, 49e), Matkava (69e) Carton(s) jaune(s) : Mamukashvili (50e), Aprasidze (74e), Abramishvili (80e) | Estadio El Malecon, Torrelavega 4 500 spectateurs Arbitre : Eoghan Cross |
| 18 février 2023 19h00 |                                                             | Rapport         | | Estadio El Malecon, Torrelavega 4 500 spectateurs Arbitre : Eoghan Cross |

| 18 février 2023 21h15 | Pologne | 21 - 15 (8 - 3) | Belgique | Narodowy Stadion Rugby, Gdynia 2 000 spectateurs Arbitre : Inigo Atorrasagasti |
| 18 février 2023 21h15 | Essai(s) : Szwagrzak (9e), Zeszutek (49e) Transformation(s) : Piotrowicz (50e) Pénalité(s) : Piotrowicz 3 (4e, 58e, 79e) | Rapport         | Essai(s) : Cornez (74e), André (80e) Transformation(s) : Remue (80e) Pénalité(s) : Williams (12e) Carton(s) jaune(s) : Baudry (26e), van Parys (58e) | Narodowy Stadion Rugby, Gdynia 2 000 spectateurs Arbitre : Inigo Atorrasagasti |
| 18 février 2023 21h15 | | Rapport         | | Narodowy Stadion Rugby, Gdynia 2 000 spectateurs Arbitre : Inigo Atorrasagasti |

| 19 février 2023 16h00 | Portugal | 38 - 20 (14 - 10) | Roumanie | Estádio do Restelo, Lisbonne 4 250 spectateurs Arbitre : Nika Amashukeli |
| 19 février 2023 16h00 | Essai(s) : Bettencourt 2 (5e, 12e), Madeira (51e), Lucas (59e), Diniz (79e) Transformation(s) : Sousa Guedes 5 (6e, 13e, 52e, 59e, 80e) Pénalité(s) : Sousa Guedes (43e) Carton(s) jaune(s) : Cerqueira (45e) | Rapport           | Essai(s) : Gontineac (1re), Chirică (64e) Transformation(s) : Popoaia (2e), Melinte (64e) Pénalité(s) : Popoaia 2 (9e, 45e) Carton(s) jaune(s) : Tomane (17e) | Estádio do Restelo, Lisbonne 4 250 spectateurs Arbitre : Nika Amashukeli |
| 19 février 2023 16h00 | | Rapport           | | Estádio do Restelo, Lisbonne 4 250 spectateurs Arbitre : Nika Amashukeli |

#### Demi-finales
| 4 mars 2023 16h00 | Géorgie | 31 - 7 (17 - 0) | Roumanie                                                                                     | Stade de rugby d'Avchala, Tbilissi 2 600 spectateurs Arbitre : Federico Vedovelli |
| 4 mars 2023 16h00 | Essai(s) : Sharikadze (10e), Todua (34e), essai de pénalité (54e), Tabutsadze (80e) Transformation(s) : Abzhandadze 2 (11e, 35e), Matkava (80e) Pénalité(s) : Abzhandadze (2e) | Rapport         | Essai(s) : Căpățână (59e) Transformation(s) : Melinte (60e) Carton(s) jaune(s) : Savin (53e) | Stade de rugby d'Avchala, Tbilissi 2 600 spectateurs Arbitre : Federico Vedovelli |
| 4 mars 2023 16h00 | | Rapport         |                                                                                              | Stade de rugby d'Avchala, Tbilissi 2 600 spectateurs Arbitre : Federico Vedovelli |

| 4 mars 2023 17h00 | Portugal | 27 - 10 (7 - 10) | Espagne | Estádio do Restelo, Lisbonne 5 000 spectateurs Arbitre : Thomas Charabas |
| 4 mars 2023 17h00 | Essai(s) : Marta (28e), Diniz (68e), Marques (71e) Transformation(s) : Marques 3 (29e, 69e, 72e) Pénalité(s) : Marques 2 (52e, 55e) Carton(s) jaune(s) : Madeira (53e) | Rapport          | Essai(s) : Peters (18e) Transformation(s) : Vinuesa (19e) Pénalité(s) : Vinuesa (2e) Carton(s) jaune(s) : Peters (46e) | Estádio do Restelo, Lisbonne 5 000 spectateurs Arbitre : Thomas Charabas |
| 4 mars 2023 17h00 | | Rapport          | | Estádio do Restelo, Lisbonne 5 000 spectateurs Arbitre : Thomas Charabas |

#### Matchs de classement
| 4 mars 2023 13h15 | Pays-Bas | 31 - 19 (14 - 7) | Belgique | NRCA Stadium, Amsterdam 1 250 spectateurs Arbitre : Michael Todd |
| 4 mars 2023 13h15 | Essai(s) : Bennie-Coulson 3 (7e, 43e, 73e), Raymond (39e) Transformation(s) : Weersma 4 (8e, 40e, 44e, 74e) Pénalité(s) : Weersma (80e) Carton(s) jaune(s) : Salman (49e), van Dijken (80e) | Rapport          | Essai(s) : Remue (35e), Mortier (52e), Baudry (59e) Transformation(s) : Remue (36e, 60e) Carton(s) jaune(s) : Sotteau (49e), Deceuninck (80e), Berger (80e) | NRCA Stadium, Amsterdam 1 250 spectateurs Arbitre : Michael Todd |
| 4 mars 2023 13h15 | | Rapport          | | NRCA Stadium, Amsterdam 1 250 spectateurs Arbitre : Michael Todd |

| 5 mars 2023 20h00 | Pologne | 18 - 23 (7 - 10) | Allemagne | Narodowy Stadion Rugby, Gdynia 1 200 spectateurs Arbitre : Gert Visser |
| 5 mars 2023 20h00 | Essai(s) : Taufui Halaifonua (14e), Wójtowicz (76e) Transformation(s) : Piotrowicz (16e) Pénalité(s) : Piotrowicz (43e, 49e) | Rapport          | Essai(s) : Wolf (25e), Rodwell (66e) Transformation(s) : Stella 2 (26e, 67e) Pénalité(s) : Stella 3 (3e, 57e, 62e) Carton(s) jaune(s) : Stein (73e) | Narodowy Stadion Rugby, Gdynia 1 200 spectateurs Arbitre : Gert Visser |
| 5 mars 2023 20h00 | | Rapport          | | Narodowy Stadion Rugby, Gdynia 1 200 spectateurs Arbitre : Gert Visser |

#### Match pour la7eplace
| 19 mars 2023 12h30 | Belgique | 18 - 17 (11 - 10) | Pologne | NRCA Stadium, Amsterdam 2 000 spectateurs Arbitre : Cristian Serban |
| 19 mars 2023 12h30 | Essai(s) : Cornez (1re), Remue (63e) Transformation(s) : Remue (64e) Pénalité(s) : Remue 2 (10e, 28e) Carton(s) jaune(s) : Deceuninck (24e) Carton(s) rouge(s) : Deceuninck (76e) | Rapport           | Essai(s) : Zeszutek (5e), Taufui Halaifonua (78e) Transformation(s) : Piotrowicz 2 (6e, 79e) Pénalité(s) : Szczepański (25e) Carton(s) jaune(s) : A. Nowicki (50e) | NRCA Stadium, Amsterdam 2 000 spectateurs Arbitre : Cristian Serban |
| 19 mars 2023 12h30 | | Rapport           | | NRCA Stadium, Amsterdam 2 000 spectateurs Arbitre : Cristian Serban |

#### Match pour la5eplace
| 19 mars 2023 15h00 | Pays-Bas | 50 - 28 (28 - 0) | Allemagne | NRCA Stadium, Amsterdam 2 750 spectateurs Arbitre : Shota Tevzadze |
| 19 mars 2023 15h00 | Essai(s) : van der Avoird (1re), Bloemen (5e), Langelaan (14e), Bennie-Coulson 2 (35e, 48e), Raymond (56e), M. Darlington 2 (69e, 79e) Transformation(s) : Weersma 5 (1re, 6e, 15e, 36e, 57e) Carton(s) jaune(s) : Raymond (63e) | Rapport          | Essai(s) : Rinklin (41e), Wolf (58e), essai de pénalité (63e), Lammers (72e) Transformation(s) : Stella 3 (42e, 59e, 74e) Carton(s) jaune(s) : Williams (78e) | NRCA Stadium, Amsterdam 2 750 spectateurs Arbitre : Shota Tevzadze |
| 19 mars 2023 15h00 | | Rapport          | | NRCA Stadium, Amsterdam 2 750 spectateurs Arbitre : Shota Tevzadze |

#### Match pour la3eplace
| 19 mars 2023 17h15 | Roumanie | 31 - 25 (8 - 10) | Espagne | Estadio Nuevo Vivero (en), Badajoz 5 300 spectateurs Arbitre : Chris Busby |
| 19 mars 2023 17h15 | Essai(s) : Septar (40e), Chirică (42e), Pop (49e), Rupanu (52e) Transformation(s) : Popoaia (43e) Pénalité(s) : Popoaia (36e), Popa 2 (74e, 80e) | Rapport          | Essai(s) : F. Dominguez (8e), Ferrer 2 (54e, 69e) Transformation(s) : Vinuesa 2 (9e, 55e) Pénalité(s) : Vinuesa 2 (20e, 47e) | Estadio Nuevo Vivero (en), Badajoz 5 300 spectateurs Arbitre : Chris Busby |
| 19 mars 2023 17h15 | | Rapport          | | Estadio Nuevo Vivero (en), Badajoz 5 300 spectateurs Arbitre : Chris Busby |

#### Finale
| 19 mars 2023 20h00 | Géorgie | 38 - 11 | Portugal | Estadio Nuevo Vivero (en), Badajoz 6 000 spectateurs Arbitre : Ludovic Cayre |
| 19 mars 2023 20h00 | Essai(s) : Tabutsadze 2 (14e, 25e), Mamukashvili (43e), Papidze (62e), Tapladze (68e), Chkoidze (76e) Transformation(s) : Abzhandadze 2 (15e, 63e), Matkava 2 (68e, 77e) Carton(s) jaune(s) : Sharikadze (28e), Lobzhanidze (47e) | Rapport | Essai(s) : Appleton (7e) Pénalité(s) : Bento 2 (29e, 32e) Carton(s) jaune(s) : Appleton (47e), Martins (75e) | Estadio Nuevo Vivero (en), Badajoz 6 000 spectateurs Arbitre : Ludovic Cayre |
| 19 mars 2023 20h00 | | Rapport | | Estadio Nuevo Vivero (en), Badajoz 6 000 spectateurs Arbitre : Ludovic Cayre |

## Trophy

### Classement
| Rang | Nations     | J | V | N | D | Bo | Bd | Pm  | Pe  | Diff | Pts |
| ---- | ----------- | - | - | - | - | -- | -- | --- | --- | ---- | --- |
| 1    | Suisse      | 4 | 4 | 0 | 0 | 3  | 0  | 205 | 72  | +133 | 19  |
| 2    | Ukraine     | 4 | 2 | 0 | 2 | 1  | 0  | 117 | 135 | -18  | 9   |
| 3    | Suède (P)   | 4 | 2 | 0 | 2 | 1  | 0  | 82  | 139 | -57  | 9   |
| 4    | Lituanie    | 4 | 1 | 0 | 3 | 3  | 0  | 97  | 122 | -25  | 7   |
| 5    | Croatie (P) | 4 | 1 | 0 | 3 | 1  | 0  | 100 | 133 | -33  | 5   |

|  | Vainqueur du Trophy (no 1) |
|  | P : promu en 2022          |

### Résultats détaillés

#### Détail des résultats
1re journée
| 22 octobre 2022 14h15 | Croatie | 22 - 27 (10 - 24) | Ukraine | Stadion NŠC Stjepan Spajić (en), Zagreb 650 spectateurs Arbitre : Pedro Mendes Silva |
| 22 octobre 2022 14h15 | Essai(s) : Jurišić (14e), Jurlina (51e), Perica (67e) Transformation(s) : Jurišić 2 (14e, 27e) Pénalité(s) : Jurišić (29e) | Rapport           | Essai(s) : Radtchouk (7e), essai de pénalité (19e), Manoukian (40e) Transformation(s) : Kossariev 2 (7e, 40e) Pénalité(s) : Kossariev 2 (34e, 48e) Carton(s) jaune(s) : Tsarevsky (60e) | Stadion NŠC Stjepan Spajić (en), Zagreb 650 spectateurs Arbitre : Pedro Mendes Silva |
| 22 octobre 2022 14h15 | | Rapport           | | Stadion NŠC Stjepan Spajić (en), Zagreb 650 spectateurs Arbitre : Pedro Mendes Silva |

| 29 octobre 2022 14h00 | Suède | 37 - 17 (25 - 10) | Croatie | Stade olympique de Stockholm, Stockholm 1 500 spectateurs Arbitre : Euganiu Procopi |
| 29 octobre 2022 14h00 | Essai(s) : Iuta Fryxell (1re), Kalling-Smith (5e), Murphy 2 (10e, 38e), Karlsson (59e), Nordgren (78e) Transformation(s) : Nylén 2 (6e, 79e) Pénalité(s) : Nylén (30e) Carton(s) jaune(s) : Karlsson (70e) | Rapport           | Essai(s) : Altamirano (23e), T Miloš (44e) Transformation(s) : Pavlović 2 (24e, 45e) Pénalité(s) : Pavlović (8e) Carton(s) jaune(s) : Galić (31e) | Stade olympique de Stockholm, Stockholm 1 500 spectateurs Arbitre : Euganiu Procopi |
| 29 octobre 2022 14h00 | | Rapport           | | Stade olympique de Stockholm, Stockholm 1 500 spectateurs Arbitre : Euganiu Procopi |

2e journée
| 5 novembre 2022 14h00 | Lituanie | 39 - 20 (20 - 17) | Ukraine | Rugby Academy Šiauliai, Šiauliai 700 spectateurs Arbitre : Sulkhani Chikhladze |
| 5 novembre 2022 14h00 | Essai(s) : Bagužis 3 (3e, 21e, 61e), Lianzbergas (10e), Mikalčius (49e), Krasauskas (64e) Transformation(s) : Bagarauskas (11e), Vilimavičius 2 (63e, 65e) Pénalité(s) : Vilimavičius (36e) | Rapport           | Essai(s) : Radtchouk 2 (23e, 40e), Kossariev (29e) Transformation(s) : Kossariev (40e) Pénalité(s) : Kossariev (57e) | Rugby Academy Šiauliai, Šiauliai 700 spectateurs Arbitre : Sulkhani Chikhladze |
| 5 novembre 2022 14h00 | | Rapport           | | Rugby Academy Šiauliai, Šiauliai 700 spectateurs Arbitre : Sulkhani Chikhladze |

| 5 novembre 2022 14h00 | Suède                                                                       | 12 - 69 (7 - 29) | Suisse | Malmö Stadion, Malmö 200 spectateurs Arbitre : Iñaki Muñoz |
| 5 novembre 2022 14h00 | Essai(s) : Iuta Fryxell (6e), Melander (48e) Transformation(s) : Nylén (6e) | Rapport          | Essai(s) : Malyon 2 (14e, 52e), Vial (16e), Lin 2 (23e, 67e), T Voegtli (34e), Meyer (41e), Holenstein (59e), J Voegtli (77e), Hallam (79e) Transformation(s) : Perrod 4 (17e, 24e, 35e, 42e), Porcher 4 (60e, 68e, 78e, 80e) Pénalité(s) : Perrod (3e) Carton(s) jaune(s) : Holenstein (26e) | Malmö Stadion, Malmö 200 spectateurs Arbitre : Iñaki Muñoz |
| 5 novembre 2022 14h00 |                                                                             | Rapport          | | Malmö Stadion, Malmö 200 spectateurs Arbitre : Iñaki Muñoz |

3e journée
| 12 novembre 2022 15h00 | Suisse | 45 - 6 (14 - 6) | Lituanie                                                                                    | Stade Juan Antonio Samaranch, Lausanne 650 spectateurs Arbitre : John Catteau |
| 12 novembre 2022 15h00 | Essai(s) : Meyer (3e), Heinrich (30e), Lin (51e), Cramont (55e), Holenstein (61e), Gorman (77e) Transformation(s) : Perrod 6 (3e, 31e, 52e, 55e, 62e, 77e) Pénalité(s) : Perrod (41e) Carton(s) jaune(s) : Holenstein (18e) | Rapport         | Pénalité(s) : Vilimavičius 2 (28e, 40e) Carton(s) jaune(s) : Staniulis (48e), Bagužis (75e) | Stade Juan Antonio Samaranch, Lausanne 650 spectateurs Arbitre : John Catteau |
| 12 novembre 2022 15h00 | | Rapport         |                                                                                             | Stade Juan Antonio Samaranch, Lausanne 650 spectateurs Arbitre : John Catteau |

| 11 mars 2023 14h00 | Ukraine | 32 - 59 (18 - 33) | Suisse | Stadion Lučko (en), Zagreb (Croatie) 150 spectateurs Arbitre : Anthony Lac |
| 11 mars 2023 14h00 | Essai(s) : Chachero (13e), Orlov 3 (35e, 46e, 61e) Transformation(s) : Chachero 3 (35e, 47e, 61e) Pénalité(s) : Chachero 2 (2e, 24e) Carton(s) jaune(s) : Korovine (8e), Voda (51e) | Rapport           | Essai(s) : Roberson 3 (11e, 39e, 56e), Hallam (15e), Lin (21e), Porcher (29e), essai de pénalité (51e), J. Voegtli (66e), Gorman (73e) Transformation(s) : Porcher 6 (16e, 22e, 30e, 40e, 67e, 75e) | Stadion Lučko (en), Zagreb (Croatie) 150 spectateurs Arbitre : Anthony Lac |
| 11 mars 2023 14h00 | | Rapport           | | Stadion Lučko (en), Zagreb (Croatie) 150 spectateurs Arbitre : Anthony Lac |

4e journée
| 18 mars 2023 15h30 | Ukraine | 38 - 15 (17 - 3) | Suède                                                                                             | Stade Stari plac, Split (Croatie) 250 spectateurs Arbitre : Kevin Sulejmani |
| 18 mars 2023 15h30 | Essai(s) : Karassevytch (26e), Chachero 2 (38e, 59e), Novikov (49e), Primouchenetsky (70e) Transformation(s) : Chachero 5 (27e, 39e, 50e, 60e, 71e) Pénalité(s) : Chachero (29e) Carton(s) jaune(s) : Novikov (62e) | Rapport          | Essai(s) : Marini (63e), Nordgren (79e) Transformation(s) : Nylén (80e) Pénalité(s) : Nylén (36e) | Stade Stari plac, Split (Croatie) 250 spectateurs Arbitre : Kevin Sulejmani |
| 18 mars 2023 15h30 | | Rapport          |                                                                                                   | Stade Stari plac, Split (Croatie) 250 spectateurs Arbitre : Kevin Sulejmani |

| 25 mars 2023 14h00 | Lituanie | 37 - 39 (27 - 14) | Croatie | Rugby Academy Šiauliai, Šiauliai 600 spectateurs Arbitre : Ignacio Munoz Martin |
| 25 mars 2023 14h00 | Essai(s) : Baguzis 3 (22e, 30e, 78e), Lianzbergas (38e), Mikalčius (40e) Transformation(s) : Vilimavičius 3 (39e, 40e, 79e) Pénalité(s) : Vilimavičius 2 (20e, 61e) | Rapport           | Essai(s) : Galić (2e), Jurišić 2 (66e, 75e), Mizuna (70e) Transformation(s) : Newton 2 (67e, 71e) Pénalité(s) : Newton 4 (18e, 24e, 34e, 80e), Grčić (46e) | Rugby Academy Šiauliai, Šiauliai 600 spectateurs Arbitre : Ignacio Munoz Martin |
| 25 mars 2023 14h00 | | Rapport           | | Rugby Academy Šiauliai, Šiauliai 600 spectateurs Arbitre : Ignacio Munoz Martin |

5e journée
| 1er avril 2023 14h00 | Lituanie | 15 - 18 (12 - 13) | Suède | Rugby Academy Šiauliai, Šiauliai Arbitre : Lukasz Jasinski |
| 1er avril 2023 14h00 | Essai(s) : Urbonas (16e), Bloškys (36e) Transformation(s) : Vilimavičius (17e) Pénalité(s) : Vilimavičius (55e) Carton(s) jaune(s) : Skruibys (63e) | Rapport           | Essai(s) : Karlsson (19e), Iuta (45e) Transformation(s) : Nylén (20e) Pénalité(s) : Nylén 2 (3e, 40e) Carton(s) jaune(s) : Loman (9e) | Rugby Academy Šiauliai, Šiauliai Arbitre : Lukasz Jasinski |
| 1er avril 2023 14h00 | | Rapport           | | Rugby Academy Šiauliai, Šiauliai Arbitre : Lukasz Jasinski |

| 1er avril 2023 16h00 | Croatie | 22 - 32 (17 - 10) | Suisse | Gradski sportski centar, Makarska 3 000 spectateurs Arbitre : Killian O'Brien |
| 1er avril 2023 16h00 | Essai(s) : Perić (16e), Čorić (39e), Svaguša (80e) Transformation(s) : Newton 2 (17e, 39e) Pénalité(s) : Newton (36e) | Rapport           | Essai(s) : Roberson (9e), Fluckiger (57e), Vincent (60e), Porcher (79e) Transformation(s) : Porcher 3 (10e, 61e, 79e) Pénalité(s) : Porcher 2 (13e, 74e) | Gradski sportski centar, Makarska 3 000 spectateurs Arbitre : Killian O'Brien |
| 1er avril 2023 16h00 | | Rapport           | | Gradski sportski centar, Makarska 3 000 spectateurs Arbitre : Killian O'Brien |

## Conférence 1 Nord

### Classement
| Rang | Nations      | J | V | N | D | Bo | Bd | Pm  | Pe  | Diff | Pts |
| ---- | ------------ | - | - | - | - | -- | -- | --- | --- | ---- | --- |
| 1    | Tchéquie     | 4 | 4 | 0 | 0 | 4  | 0  | 151 | 41  | +110 | 20  |
| 2    | Luxembourg   | 4 | 2 | 0 | 2 | 2  | 0  | 56  | 56  | 0    | 10  |
| 3    | Moldavie (P) | 4 | 2 | 0 | 2 | 2  | 0  | 69  | 67  | +2   | 10  |
| 4    | Lettonie     | 4 | 2 | 0 | 2 | 1  | 0  | 57  | 93  | -36  | 9   |
| 5    | Hongrie      | 4 | 0 | 0 | 4 | 1  | 0  | 42  | 119 | -77  | 1   |

|  | Champion (no 1)   |
|  | P : promu en 2022 |

### Résultats détaillés

#### Détail des résultats
Matchs joués
| 8 octobre 2022 15h00 | Hongrie                                                                                                 | 21 - 41 (15 - 14) | Tchéquie | Budapest Rugby Center, Budapest 200 spectateurs Arbitre : Michael Hawkins |
| 8 octobre 2022 15h00 | Essai(s) : Brough 2 (8e, 23e) Transformation(s) : Bradley (24e) Pénalité(s) : Bradley 3 (21e, 58e, 68e) | Rapport           | Essai(s) : Šimák (1re), Chytil (16e), Hřebačka (44e), Dupuy (65e), Hošek (72e), Uys (76e) Transformation(s) : Dupuy 2 (1re, 17e), Hřebačka (45e), Froněk (72e) Pénalité(s) : Dupuy (53e) | Budapest Rugby Center, Budapest 200 spectateurs Arbitre : Michael Hawkins |
| 8 octobre 2022 15h00 | | Rapport           | | Budapest Rugby Center, Budapest 200 spectateurs Arbitre : Michael Hawkins |

| 12 novembre 2022 14h00 | Tchéquie | 39 - 13 (18 - 13) | Moldavie | Stadion Mládeže, Zlín 1 200 spectateurs Arbitre : Maria Latos |
| 12 novembre 2022 14h00 | Essai(s) : Hřebačka (24e), Hošek (34e), Kučera (42e), Čížek (80e) Transformation(s) : Cimprich 2 (35e, 43e) Pénalité(s) : Cimprich 5 (11e, 16e, 46e, 49e, 65e) | Rapport           | Essai(s) : Adam (31e) Transformation(s) : Adam (32e) Pénalité(s) : Adam 2 (4e, 15e) Carton(s) jaune(s) : Budaian (76e) | Stadion Mládeže, Zlín 1 200 spectateurs Arbitre : Maria Latos |
| 12 novembre 2022 14h00 | | Rapport           | | Stadion Mládeže, Zlín 1 200 spectateurs Arbitre : Maria Latos |

| 29 avril 2023 13h00 | Lettonie                                                      | 7 - 43 (7 - 29) | Tchéquie | Daugavas stadions, Riga 500 spectateurs Arbitre : Dominik Jastrzesbki |
| 29 avril 2023 13h00 | Essai(s) : Foundoux (8e) Transformation(s) : R. Davidson (9e) | Rapport         | Essai(s) : Adámek (18e), Koblic 3 (35e, 37e, 62e), Diviš (39e), Bejček (79e) Transformation(s) : Cimprich 5 (36e, 37e, 40e, 63e, 79e) Pénalité(s) : Cimprich (13e) Carton(s) jaune(s) : Hošek (74e) | Daugavas stadions, Riga 500 spectateurs Arbitre : Dominik Jastrzesbki |
| 29 avril 2023 13h00 |                                                               | Rapport         | | Daugavas stadions, Riga 500 spectateurs Arbitre : Dominik Jastrzesbki |

| 6 mai 2023 16h00 | Hongrie | 21 - 22 (18 - 10) | Lettonie | Budapest Rugby Center, Budapest 400 spectateurs Arbitre : Nikola Zachariev |
| 6 mai 2023 16h00 | Essai(s) : Ágotai (8e), Magda (23e) Transformation(s) : Bradley (9e) Pénalité(s) : Bradley 3 (27e, 38e, 74e) Carton(s) jaune(s) : Katona (47e), Gyurcsik (57e) | Rapport           | Essai(s) : Vasilenko (20e) Transformation(s) : R. Davidson (21e) Pénalité(s) : R. Davidson 5 (31e, 43e, 48e, 69e, 80e) Carton(s) jaune(s) : Kotļevs (50e), T. Davidson (59e) | Budapest Rugby Center, Budapest 400 spectateurs Arbitre : Nikola Zachariev |
| 6 mai 2023 16h00 | | Rapport           | | Budapest Rugby Center, Budapest 400 spectateurs Arbitre : Nikola Zachariev |

Matchs annulés
| Avril 2023 | Lettonie | 28 - 0 | Luxembourg |  |
| Avril 2023 |          |        |            |  |
| Avril 2023 |          |        |            |  |

| Avril 2023 | Moldavie | 28 - 0 | Lettonie |  |
| Avril 2023 |          |        |          |  |
| Avril 2023 |          |        |          |  |

| Avril 2023 | Luxembourg | 28 - 0 | Moldavie |  |
| Avril 2023 |            |        |          |  |
| Avril 2023 |            |        |          |  |

| Avril 2023 | Tchéquie | 28 - 0 | Luxembourg |  |
| Avril 2023 |          |        |            |  |
| Avril 2023 |          |        |            |  |

| Avril 2023 | Luxembourg | 28 - 0 | Hongrie |  |
| Avril 2023 |            |        |         |  |
| Avril 2023 |            |        |         |  |

| Avril 2023 | Moldavie | 28 - 0 | Hongrie |  |
| Avril 2023 |          |        |         |  |
| Avril 2023 |          |        |         |  |

## Conférence 1 Sud

### Classement
| Rang | Nations      | J | V | N | D | Bo | Bd | Pm  | Pe  | Diff | Pts |
| ---- | ------------ | - | - | - | - | -- | -- | --- | --- | ---- | --- |
| 1    | Israël       | 4 | 3 | 0 | 1 | 2  | 0  | 115 | 62  | +53  | 14  |
| 2    | Bulgarie (P) | 4 | 3 | 0 | 1 | 1  | 0  | 113 | 83  | +30  | 13  |
| 3    | Chypre       | 4 | 2 | 0 | 2 | 2  | 0  | 136 | 87  | +49  | 11  |
| 4    | Malte        | 4 | 2 | 0 | 2 | 2  | 0  | 101 | 85  | +16  | 10  |
| 5    | Slovénie     | 4 | 0 | 0 | 4 | 0  | 0  | 43  | 191 | -148 | 0   |

|  | Champion (no 1)   |
|  | P : promu en 2022 |

### Résultats détaillés

#### Détail des résultats
Matchs joués
| 1er octobre 2022 14h00 | Slovénie                                                                                      | 7 - 56 (0 - 39) | Chypre | Oval Stadium, Ljubljana Arbitre : Dominik Jastrzębski |
| 1er octobre 2022 14h00 | Essai(s) : Jamnik (79e) Transformation(s) : Jamnik (80e) Carton(s) jaune(s) : Hribovšek (40e) | Rapport         | Essai(s) : Georgiou (10e), Yarrow (12e), Agathokleous 2 (19e, 26e), Ioannou 2 (36e, 40e), Fayaz (49e), Cosma (54e), Frost (68e) Transformation(s) : Yarrow 4 (11e, 14e, 40e, 69e) Pénalité(s) : Yarrow (5e) Carton(s) jaune(s) : Cosma (40e), Zakakiotis (71e), Christaki (77e) | Oval Stadium, Ljubljana Arbitre : Dominik Jastrzębski |
| 1er octobre 2022 14h00 |                                                                                               | Rapport         | | Oval Stadium, Ljubljana Arbitre : Dominik Jastrzębski |

| 15 octobre 2022 14h00 | Malte                                                                                 | 14 - 23 (0 - 16) | Bulgarie | Hibernians Stadium, Paola 350 spectateurs Arbitre : Łukasz Jasiński |
| 15 octobre 2022 14h00 | Essai(s) : Scicluna (54e), Zammit Randich (88e) Transformation(s) : Dudman (55e, 88e) | Rapport          | Essai(s) : Dimitrov (35e), Pavlov (49e) Transformation(s) : S. Debrenliev 2 (36e, 50e) Pénalité(s) : S Debrenliev 3 (13e, 25e, 28e) Carton(s) jaune(s) : Odadzhiski (34e), Mihov (82e) Carton(s) rouge(s) : Odadzhiski (41e) | Hibernians Stadium, Paola 350 spectateurs Arbitre : Łukasz Jasiński |
| 15 octobre 2022 14h00 |                                                                                       | Rapport          | | Hibernians Stadium, Paola 350 spectateurs Arbitre : Łukasz Jasiński |

| 22 octobre 2022 15h00 | Slovénie                                                                         | 10 - 46 (10 - 27) | Malte | Oval Stadium, Ljubljana 100 spectateurs Arbitre : Kevin Sulejmani |
| 22 octobre 2022 15h00 | Essai(s) : Puš (37e) Transformation(s) : Jamnik (38e) Pénalité(s) : Mihelič (7e) | Rapport           | Essai(s) : Scicluna (3e), M Spiteri (9e), Dalton 2 (22e, 30e), Ioffe 2 (40e, 52e), Cutajr 2 (62e, 71e) Transformation(s) : Dudman 3 (4e, 53e, 63e) | Oval Stadium, Ljubljana 100 spectateurs Arbitre : Kevin Sulejmani |
| 22 octobre 2022 15h00 |                                                                                  | Rapport           | | Oval Stadium, Ljubljana 100 spectateurs Arbitre : Kevin Sulejmani |

| 5 novembre 2022 15h00 | Bulgarie | 34 - 15 (14 - 10) | Israël | Stade national Vassil-Levski, Sofia 4 000 spectateurs Arbitre : Valeriu Chipercean |
| 5 novembre 2022 15h00 | Essai(s) : Ivanov 2 (9e, 41e), Dimitrov (27e), Odadzhiski (70e) Transformation(s) : Nikolov 4 (10e, 28e, 42e, 71e) Pénalité(s) : Nikolov 2 (50e, 54e) Carton(s) jaune(s) : Borisov (18e) | Rapport           | Essai(s) : Levinson (21e), Eli (46e) Transformation(s) : Vardi (22e) Pénalité(s) : Vardi (3e) Carton(s) jaune(s) : Abutbul (69e) | Stade national Vassil-Levski, Sofia 4 000 spectateurs Arbitre : Valeriu Chipercean |
| 5 novembre 2022 15h00 | | Rapport           | | Stade national Vassil-Levski, Sofia 4 000 spectateurs Arbitre : Valeriu Chipercean |

| 12 novembre 2022 13h00 | Chypre | 21 - 22 (0 - 10) | Israël | Stade Stélios-Kyriakídis, Paphos 200 spectateurs Arbitre : Francisco Serra |
| 12 novembre 2022 13h00 | Essai(s) : Agathokleous (53e), Styllianou (72e), Holden (76e) Transformation(s) : Holden 3 (54e, 73e, 77e) Carton(s) jaune(s) : Faulder (22e), Agathokleous (30e) Carton(s) rouge(s) : Cosma (85e) | Rapport          | Essai(s) : Curtis (32e), Bracha (48e), Reizel (85e) Transformation(s) : Vardi 2 (33e, 49e) Pénalité(s) : Vardi (38e) Carton(s) jaune(s) : Rainstein (72e) | Stade Stélios-Kyriakídis, Paphos 200 spectateurs Arbitre : Francisco Serra |
| 12 novembre 2022 13h00 | | Rapport          | | Stade Stélios-Kyriakídis, Paphos 200 spectateurs Arbitre : Francisco Serra |

| 25 mars 2023 14h00 | Malte | 41 - 24 (22 - 0) | Chypre | Hibernians Stadium, Paola 1 300 spectateurs Arbitre : Liam Wright |
| 25 mars 2023 14h00 | Essai(s) : Dalton 3 (2e, 32e, 58e), Davey (13e), Watts (17e), Apsee (55e), Perkins (77e) Transformation(s) : Dudman 3 (17e, 55e, 77e) Carton(s) jaune(s) : Dudman (64e) | Rapport          | Essai(s) : Paraskeva (64e), Yarrow (67e), Phillips (70e), Stylianou (79e) Transformation(s) : Yarrow 2 (67e, 70e) Carton(s) jaune(s) : Phillips (32e), G. Cosma (50e) | Hibernians Stadium, Paola 1 300 spectateurs Arbitre : Liam Wright |
| 25 mars 2023 14h00 | | Rapport          | | Hibernians Stadium, Paola 1 300 spectateurs Arbitre : Liam Wright |

| 22 avril 2023 12h50 | Israël | 50 - 7 (24 - 0) | Slovénie                                                 | Rugby Stadium, Yizre'el (en) 500 spectateurs Arbitre : Jonathan Teppler |
| 22 avril 2023 12h50 | Essai(s) : Shulman 2 (7e, 60e), Gail (22e), Aviram 3 (27e, 50e, 68e), Abutbul (36e), Kalifon (79e) Transformation(s) : Abutbul 4 (10e, 22e, 51e, 61e), Stein (79e) | Rapport         | Essai(s) : Jamnik (75e) Transformation(s) : Jamnik (76e) | Rugby Stadium, Yizre'el (en) 500 spectateurs Arbitre : Jonathan Teppler |
| 22 avril 2023 12h50 | | Rapport         |                                                          | Rugby Stadium, Yizre'el (en) 500 spectateurs Arbitre : Jonathan Teppler |

| 29 avril 2023 15h00 | Bulgarie | 39 - 19 (22 - 7) | Slovénie                                                                                   | Stade national Vassil-Levski, Sofia 1 110 spectateurs Arbitre : Ivan Zelic |
| 29 avril 2023 15h00 | Essai(s) : L. Traykov (4e), Anyanwu 2 (24e, 70e), Ivanov 3 (36e, 50e, 78e) Transformation(s) : Nikolov 3 (5e, 25e, 51e) Pénalité(s) : Nikolov (11e) Carton(s) jaune(s) : Borisov (57e), N. Traykov (66e) | Rapport          | Essai(s) : Sajevic (6e), Miljuš (46e), Nigerl (75e) Transformation(s) : Jamnik 2 (7e, 76e) | Stade national Vassil-Levski, Sofia 1 110 spectateurs Arbitre : Ivan Zelic |
| 29 avril 2023 15h00 | | Rapport          |                                                                                            | Stade national Vassil-Levski, Sofia 1 110 spectateurs Arbitre : Ivan Zelic |

| 13 mai 2023 14h00 | Chypre | 35 - 17 (28 - 10) | Bulgarie | Cyprus Sports Association, Engomi 400 spectateurs Arbitre : Luis Fernandez |
| 13 mai 2023 14h00 | Essai(s) : Phillips (13e), A.M. Georgiou (20e), essai de pénalité (28e), Loizias (39e), Cooper (70e) Transformation(s) : D. Georgiou 4 (14e, 21e, 40e, 71e) Carton(s) jaune(s) : Mladenovic (63e), Agathokleous (74e) Carton(s) rouge(s) : Cosma (78e) | Rapport           | Essai(s) : V. Borisov (4e), Georgiev (63e) Transformation(s) : Nikolov 2 (5e, 64e) Pénalité(s) : Nikolov (25e) Carton(s) jaune(s) : V. Borisov (29e) | Cyprus Sports Association, Engomi 400 spectateurs Arbitre : Luis Fernandez |
| 13 mai 2023 14h00 | | Rapport           | | Cyprus Sports Association, Engomi 400 spectateurs Arbitre : Luis Fernandez |

Match annulé
| Avril 2023 | Israël | 28 - 0 | Malte | Rugby Stadium, Kibbutz Yizrael |
| Avril 2023 |        |        |       | Rugby Stadium, Kibbutz Yizrael |
| Avril 2023 |        |        |       | Rugby Stadium, Kibbutz Yizrael |

## Barrage
Un barrage de promotion en division Trophy est organisé entre les deux vainqueurs des divisions Conférences 1. Largement vainqueur de l'Israël, la Tchéquie obtient sa promotion pour la saison suivante.
| 27 mai 2023 14h00 | Tchéquie | 64 - 19 (28 - 12) | Israël | Stadion Josefa Kohouta, Říčany 1 000 spectateurs Arbitre : Ethan Glass |
| 27 mai 2023 14h00 | Essai(s) : Kulhavý (5e), Faktor (10e), Dupuy (30e), Kučera (38e), essai de pénalité (41e), Vld. Diviš 2 (56e, 74e), Koblic (67e), Kohout 2 (69e, 75e) Transformation(s) : Cimprich 5 (6e, 11e, 31e, 39e, 57e), Dupuy (75e) Carton(s) jaune(s) : Homer (19e), Kulhavý (80e) | Rapport           | Essai(s) : Nijem (80e) Transformation(s) : Abutbul (80e) Pénalité(s) : Abutbul 4 (16e, 20e, 27e, 36e) Carton(s) jaune(s) : Kalifon (19e), Engel (41e) | Stadion Josefa Kohouta, Říčany 1 000 spectateurs Arbitre : Ethan Glass |
| 27 mai 2023 14h00 | | Rapport           | | Stadion Josefa Kohouta, Říčany 1 000 spectateurs Arbitre : Ethan Glass |

## Conférence 2 Nord

### Classement
| Rang | Nations  | J | V | N | D | Bo | Bd | Pm | Pe | Diff | Pts |
| ---- | -------- | - | - | - | - | -- | -- | -- | -- | ---- | --- |
| 1    | Finlande | 3 | 3 | 0 | 0 | 2  | 0  | 84 | 32 | +52  | 14  |
| 2    | Danemark | 3 | 2 | 0 | 1 | 1  | 0  | 53 | 51 | +2   | 8   |
| 3    | Andorre  | 3 | 1 | 0 | 2 | 0  | 0  | 69 | 62 | +7   | 5   |
| 4    | Norvège  | 3 | 0 | 0 | 3 | 0  | 0  | 19 | 70 | -51  | 0   |

|  | Champion (no 1) |

### Résultats détaillés

#### Détail des résultats
| 1er octobre 2022 15h00 | Danemark | 25 - 10 (9 - 7) | Andorre | RK Speed (en), Copenhague Arbitre : Rami Aro |
| 1er octobre 2022 15h00 | Essai(s) : 1 Vestergaard (70e) Transformation(s) : Calmar Nielsen (71e) Pénalité(s) : Calmar Nielsen 6 (16e, 22e, 27e, 55e, 58e, 79e) | Rapport         | Essai(s) : Ambor (7e) Transformation(s) : Ponsolle (8e) Pénalité(s) : Ponsolle (52e) Carton(s) jaune(s) : Ambor (65e) | RK Speed (en), Copenhague Arbitre : Rami Aro |
| 1er octobre 2022 15h00 | | Rapport         | | RK Speed (en), Copenhague Arbitre : Rami Aro |

| 15 octobre 2022 14h00 | Finlande | 31 - 6 (14 - 6) | Danemark | Parc des Sports de Myllypuro, Helsinki 300 spectateurs Arbitre : Boris Bovsunovskyi |
| 15 octobre 2022 14h00 | Essai(s) : J. Bask 2 (13e, 68e), Keranen 2 (34e, 61e), Viljanen (50e) Transformation(s) : Viljanen 3 (14e, 36e, 62e) Carton(s) jaune(s) : Keranen (51e) | Rapport         | Pénalité(s) : Nielsen 2 (24e, 32e) Carton(s) jaune(s) : Coventry (49e), Caquineau (49e), Andresen (60e), Melgaard (67e) | Parc des Sports de Myllypuro, Helsinki 300 spectateurs Arbitre : Boris Bovsunovskyi |
| 15 octobre 2022 14h00 | | Rapport         | | Parc des Sports de Myllypuro, Helsinki 300 spectateurs Arbitre : Boris Bovsunovskyi |

| 22 octobre 2022 14h00 | Finlande | 22 - 3 (8 - 0) | Norvège                                                              | Parc des Sports de Myllypuro, Helsinki 350 spectateurs Arbitre : Norbert Matrai |
| 22 octobre 2022 14h00 | Essai(s) : J. Bask 2 (30e, 53e), W. Bask (46e) Transformation(s) : Viljanen 2 (47e, 54e) Pénalité(s) : Viljanen (10e) Carton(s) jaune(s) : Aro (35e) | Rapport        | Pénalité(s) : Andresen (43e) Carton(s) jaune(s) : Coyne-Stacey (33e) | Parc des Sports de Myllypuro, Helsinki 350 spectateurs Arbitre : Norbert Matrai |
| 22 octobre 2022 14h00 | | Rapport        |                                                                      | Parc des Sports de Myllypuro, Helsinki 350 spectateurs Arbitre : Norbert Matrai |

| 22 avril 2023 16h50 | Andorre | 23 - 31 (10 - 28) | Finlande | Estadi Nacional, Andorre-la-Vieille 1 000 spectateurs Arbitre : Anatolie Tipa |
| 22 avril 2023 16h50 | Essai(s) : Calvó (32e), Trape (48e) Transformation(s) : Bonell 2 (33e, 50e) Pénalité(s) : Bonell 3 (38e, 43e, 72e) Carton(s) jaune(s) : Franken (29e), Macedo (60e) | Rapport           | Essai(s) : Bask (4e), Keränen (15e), Gauthier (18e), Finell (28e) Transformation(s) : Viljanen 4 (5e, 16e, 19e, 29e) Pénalité(s) : Viljanen (79e) Carton(s) jaune(s) : Keränen (35e) | Estadi Nacional, Andorre-la-Vieille 1 000 spectateurs Arbitre : Anatolie Tipa |
| 22 avril 2023 16h50 | | Rapport           | | Estadi Nacional, Andorre-la-Vieille 1 000 spectateurs Arbitre : Anatolie Tipa |

| 29 avril 2023 17h00 | Andorre | 26 - 6 (13 - 6) | Norvège                            | Camp d'Esports Prada de Moles, Encamp 400 spectateurs Arbitre : Sahar Zivan |
| 29 avril 2023 17h00 | Essai(s) : Jamrulidze (23e), Tome (62e), Calvó (71e) Transformation(s) : T. Trape (24e) Pénalité(s) : T. Trape 3 (10e, 33e, 57e) | Rapport         | Pénalité(s) : Andresen 2 (3e, 35e) | Camp d'Esports Prada de Moles, Encamp 400 spectateurs Arbitre : Sahar Zivan |
| 29 avril 2023 17h00 | | Rapport         |                                    | Camp d'Esports Prada de Moles, Encamp 400 spectateurs Arbitre : Sahar Zivan |

| 13 mai 2023 14h00 | Norvège | 10 - 22 (3 - 10) | Danemark | ISS Stadion, Stavanger 100 spectateurs Arbitre : Edwin Van Der Spek |
| 13 mai 2023 14h00 | Essai(s) : Dahle Ortiz (79e) Transformation(s) : Cummins (80e) Pénalité(s) : Andresen (19e) Carton(s) jaune(s) : Nortun (48e), Boughalem (64e) | Rapport          | Essai(s) : Gauthier (7e), D. Wiggins (41e), Jorgensen (48e) Transformation(s) : B. Wiggins 2 (7e, 41e) Pénalité(s) : B. Wiggins (2e) | ISS Stadion, Stavanger 100 spectateurs Arbitre : Edwin Van Der Spek |
| 13 mai 2023 14h00 | | Rapport          | | ISS Stadion, Stavanger 100 spectateurs Arbitre : Edwin Van Der Spek |

## Conférence 2 Sud

### Classement
| Rang | Nations            | J | V | N | D | Bo | Bd | Pm  | Pe  | Diff | Pts |
| ---- | ------------------ | - | - | - | - | -- | -- | --- | --- | ---- | --- |
| 1    | Serbie             | 3 | 3 | 0 | 0 | 3  | 0  | 125 | 18  | +107 | 15  |
| 2    | Bosnie-Herzégovine | 3 | 2 | 0 | 1 | 0  | 0  | 57  | 71  | -14  | 8   |
| 3    | Monténégro (P)     | 3 | 1 | 0 | 2 | 1  | 0  | 44  | 126 | -82  | 5   |
| 4    | Turquie            | 3 | 0 | 0 | 3 | 1  | 0  | 43  | 74  | -31  | 1   |

|  | Champion (no 1)   |
|  | P : promu en 2022 |

### Résultats détaillés

#### Détail des résultats
| 1er octobre 2022 14h00 | Bosnie-Herzégovine                                                                                                | 25 - 13 (8 - 3) | Turquie                                                         | Stade Kamberovića polje (bs), Zenica Arbitre : Benjamin Loader |
| 1er octobre 2022 14h00 | Essai(s) : Oruć 2 (30e, 48e), Zadić (61e) Transformation(s) : Bišić 2 (49e, 62e) Pénalité(s) : Bišić 2 (20e, 74e) | Rapport         | Essai(s) : Ozkan (56e), Tomruk (64e) Pénalité(s) : Sarıcan (8e) | Stade Kamberovića polje (bs), Zenica Arbitre : Benjamin Loader |
| 1er octobre 2022 14h00 | | Rapport         |                                                                 | Stade Kamberovića polje (bs), Zenica Arbitre : Benjamin Loader |

| 8 octobre 2022 14h00 | Serbie | 62 - 0 (31 - 0) | Monténégro                        | Stadion Kralj Petar Prvi, Belgrade 500 spectateurs Arbitre : Andrei Gheorghe |
| 8 octobre 2022 14h00 | Essai(s) : Matijašević (4e), Strugar 2 (7e, 29e), Keglić (16e), Mađanović (40e), Avramović (46e), Stanković 2 (50e, 62e), Voštić (75e), Đukić (79e) Transformation(s) : Stanković 3 (17e, 30e, 40e), Avramović 3 (51e, 63e, 80e) Carton(s) jaune(s) : Đorđević (20e), Keglić (65e) | Rapport         | Carton(s) jaune(s) : Andrić (12e) | Stadion Kralj Petar Prvi, Belgrade 500 spectateurs Arbitre : Andrei Gheorghe |
| 8 octobre 2022 14h00 | | Rapport         |                                   | Stadion Kralj Petar Prvi, Belgrade 500 spectateurs Arbitre : Andrei Gheorghe |

| 15 octobre 2022 12h00 | Turquie                               | 6 - 23 (3 - 13) | Serbie | Stade de Vakfıkebir (tr), Vakfıkebir 800 spectateurs Arbitre : Sahar Zivan |
| 15 octobre 2022 12h00 | Pénalité(s) : Daş (14e), Gülşen (61e) | Rapport         | Essai(s) : Keglić (28e), Strugar (39e), Stanković (77e) Transformation(s) : , Avramović (79e) Pénalité(s) : Stanković (11e), Avramović (71e) Carton(s) jaune(s) : Mađanović (45e), Đukić (47e) | Stade de Vakfıkebir (tr), Vakfıkebir 800 spectateurs Arbitre : Sahar Zivan |
| 15 octobre 2022 12h00 |                                       | Rapport         | | Stade de Vakfıkebir (tr), Vakfıkebir 800 spectateurs Arbitre : Sahar Zivan |

| 29 octobre 2022 12h00 | Monténégro | 18 - 20 (0 - 7) | Bosnie-Herzégovine | Stade Topolica (en), Bar 300 spectateurs Arbitre : Diogo Miranda |
| 29 octobre 2022 12h00 | Essai(s) : Mijušković (68e), Andrić (71e) Transformation(s) : Popović (74e) Pénalité(s) : Popović 2 (50e, 64e) Carton(s) jaune(s) : Vuletić (35e), Andrić (49e) Carton(s) rouge(s) : Andrić (79e) | Rapport         | Essai(s) : Lekić (36e), Haračić (44e), Bišić (78e) Transformation(s) : Bišić (37e) Pénalité(s) : Bišić (56e) Carton(s) jaune(s) : Selimović (52e), Mrgić (64e) | Stade Topolica (en), Bar 300 spectateurs Arbitre : Diogo Miranda |
| 29 octobre 2022 12h00 | | Rapport         | | Stade Topolica (en), Bar 300 spectateurs Arbitre : Diogo Miranda |

| 29 avril 2023 13h50 | Bosnie-Herzégovine                                                                                            | 12 - 40 (0 - 29) | Serbie | Stadion Kamberovića polje (bs), Zenica 500 spectateurs Arbitre : Mario Dragicevic |
| 29 avril 2023 13h50 | Essai(s) : Gafurovic (46e), Selimović (80e) Transformation(s) : Bišić (47e) Carton(s) jaune(s) : Hamzić (59e) | Rapport          | Essai(s) : Dejanović (7e), Đorić (19e), Gvozdenović (26e), Milinković (33e), Stanković (67e) Transformation(s) : Gvozdenović 3 (8e, 20e, 34e) Pénalité(s) : Gvozdenovic 3 (13e, 55e, 66e) Carton(s) jaune(s) : Janković (42e) | Stadion Kamberovića polje (bs), Zenica 500 spectateurs Arbitre : Mario Dragicevic |
| 29 avril 2023 13h50 | | Rapport          | | Stadion Kamberovića polje (bs), Zenica 500 spectateurs Arbitre : Mario Dragicevic |

| 13 mai 2023 10 h 50 | Monténégro                                         | 26 - 24 | Turquie                                            | Madžarica Stadium, Bar Arbitre : Vaidotas Girdvainis |
| 13 mai 2023 10 h 50 | Essai(s) : 2 Transformation(s) : 2 Pénalité(s) : 4 | Rapport | Essai(s) : 3 Transformation(s) : 3 Pénalité(s) : 1 | Madžarica Stadium, Bar Arbitre : Vaidotas Girdvainis |
| 13 mai 2023 10 h 50 |                                                    | Rapport |                                                    | Madžarica Stadium, Bar Arbitre : Vaidotas Girdvainis |

## Development

### Classement
| Rang | Nations  | J | V | N | D | Bo | Bd | Pm  | Pe  | Diff | Pts |
| ---- | -------- | - | - | - | - | -- | -- | --- | --- | ---- | --- |
| 1    | Autriche | 2 | 2 | 0 | 0 | 2  | 0  | 146 | 10  | +136 | 11  |
| 2    | Kosovo   | 2 | 0 | 0 | 2 | 0  | 0  | 10  | 146 | -136 | 0   |

|  | Promotion en Conférence 2 (no 1) |

### Résultats détaillés

#### Détail des résultats
| 1er avril 2023 12h50 | Kosovo | 7 - 51 (0 - 23) | Autriche | Stadiumi i Hajvalisë, Pristina 300 spectateurs Arbitre : Tomasz Stepien |
| 1er avril 2023 12h50 | Essai(s) : Krasniqi (62e) Transformation(s) : Krasniqi (63e) Carton(s) jaune(s) : Beqiri (78e), Krasniqi (79e) | Rapport         | Essai(s) : Ritzberger (7e), Schwab (39e), Pauser (54e), Goodman (71e), Preclik 2 (74e, 80e) Transformation(s) : Karpeles 6 (8e, 40e, 55e, 72e, 75e, 80e) Pénalité(s) : Karpeles 3 (4e, 20e, 28e) Carton(s) jaune(s) : Ritzberger (61e), Schönauer (80e) | Stadiumi i Hajvalisë, Pristina 300 spectateurs Arbitre : Tomasz Stepien |
| 1er avril 2023 12h50 | | Rapport         | | Stadiumi i Hajvalisë, Pristina 300 spectateurs Arbitre : Tomasz Stepien |

| 22 avril 2023 14h00 | Autriche | 95 - 3 (54 - 3) | Kosovo                                                                      | Wiener Sport-Club, Vienne 500 spectateurs Arbitre : Kevin Jalibat |
| 22 avril 2023 14h00 | Essai(s) : Hammerschmidt (4e), Goodman 2 (6e, 51e), Preclik (11e), Ganzberger 2 (17e, 33e), Schönauer (24e), Jarkas (30e), Leutgöb (31e), Ritzberger (47e), Preclik (53e), Böhm (60e), Pauser (65e), Schneider (76e), Hehenberger (78e) Transformation(s) : Karpeles 10 (5e, 7e, 12e, 25e, 31e, 32e, 35e, 48e, 52e, 79e) | Rapport         | Pénalité(s) : Krasniqi (40e) Carton(s) jaune(s) : Dresha (23e), Hoxha (48e) | Wiener Sport-Club, Vienne 500 spectateurs Arbitre : Kevin Jalibat |
| 22 avril 2023 14h00 | | Rapport         |                                                                             | Wiener Sport-Club, Vienne 500 spectateurs Arbitre : Kevin Jalibat |